# Pablo Blanco Sarto

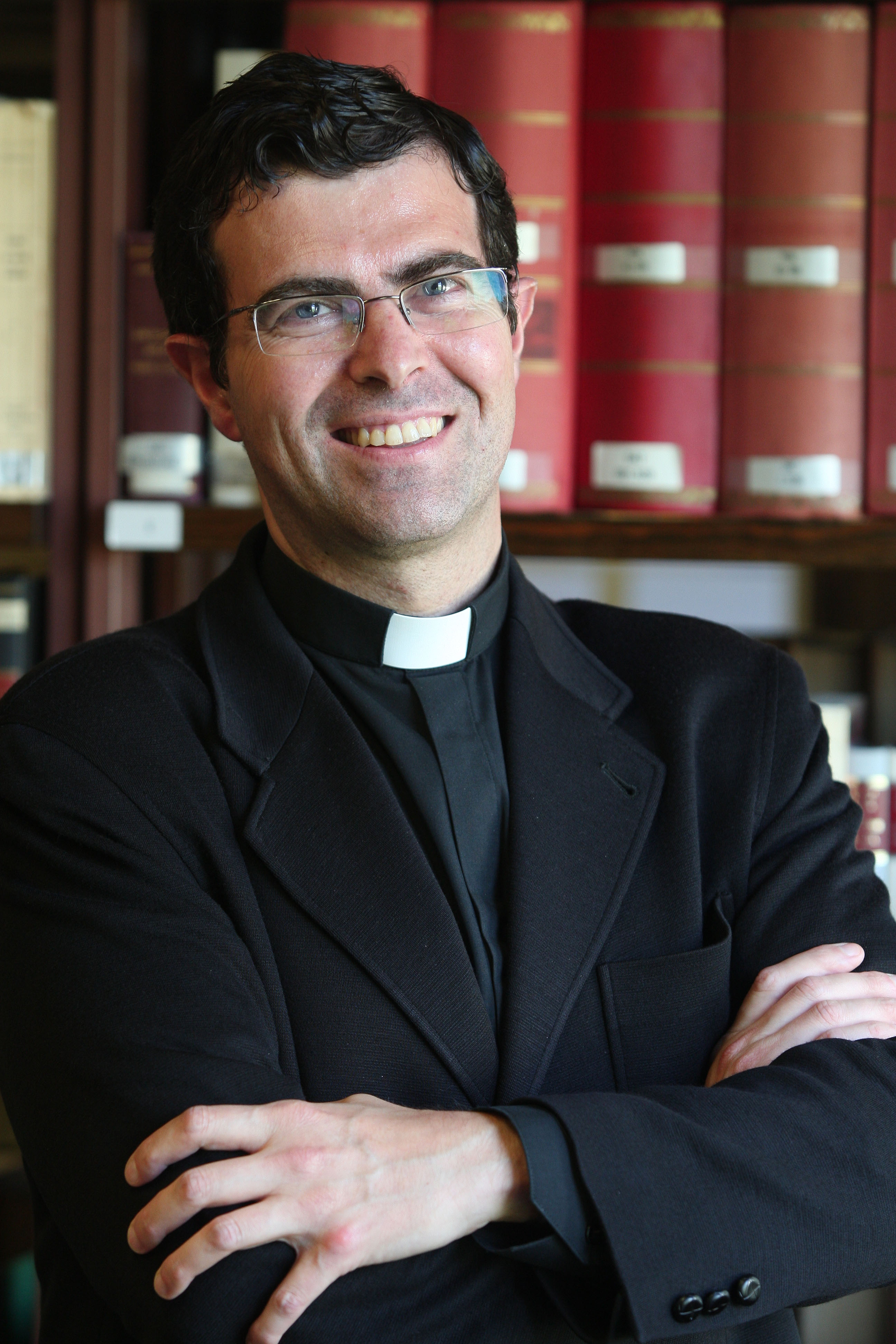
Pablo Blanco Sarto (2010)

Pablo Blanco Sarto (* 12. Juli 1964 in Saragossa) ist ein spanischer römisch-katholischer Priester und Theologe.

## Leben
Pablo Blanco studierte hispanische Philologie mit Schwerpunkt Literatur an der Universität Navarra (1983–1988). Er erhielt ein dreijähriges Stipendium, um bei Kurt Spang in der Abteilung für Literaturkritik und Literaturtheorie zu arbeiten. Des Weiteren war er am Colegio Erain Ikastetxea in San Sebastián tätig. 1991 zog er nach Rom, wo er sein Theologiestudium an der Päpstlichen Universität Gregoriana abschloss. An der Pontificia Università della Santa Croce absolvierte er ein Doktoratsstudium in Philosophie und wurde 1997 bei Francesco Russo in Philosophie über die Ästhetik und Hermeneutik von Luigi Pareyson (1918–1991) mit Auszeichnung promoviert. Am 21. September 1997 empfing er in Rom die Priesterweihe. Von 2001 bis 2005 absolvierte er bei José Morales ein Doktoratsstudium in Dogmatischer Theologie an der Universität Navarra mit einer Dissertation über Joseph Ratzingers Fundamentaltheologie und die Religionen. Von 2001 bis 2005 war er Kaplan am Colegio Mayor Belagua. 2006/07 führte er die Studie zur Ökumenischen Theologie (Eucharistie, Amt und Ekklesiologie) bei Gunther Wenz von der Fakultät für Evangelische Theologie der Ludwig-Maximilians-Universität München.
Er ist ordentlicher Professor für Systematische Theologie mit den Schwerpunkten Ökumene, Sakramententheologie und Seelsorge an der Universität Navarra, wo er auch außerordentlicher Professor des Instituto Core curriculum ist. Von 2005 bis 2011 war er Sekretär der Abteilung für Dogmatische Theologie. Seit 2021 ist er zudem Vertragsprofessor an der ANECA und hat zwei sechsjährige Forschungsaufenthalte in Philosophie, Philologie und Linguistik erhalten. Er ist außerdem Professor des Masterstudiengangs Christentum und zeitgenössische Kultur an der Universität Navarra in Madrid.
Er war Chefredakteur des Magazins Scripta Theologica (2005–2009) sowie Kaplan in verschiedenen Wohnheimen sowie stellvertretender Direktor des Albaizar-Studentenwohnheims (2016–2020). Er hat mit einigen Pfarreien in Pamplona sowie mit anderen ländlichen Pfarreien in Navarra und Aragonien zusammengearbeitet.
Er ist in zahlreichen wissenschaftlichen und theologischen Gesellschaften engagiert wie der Academia Skepsis de São Paulo (Brasilien), Europäische Gesellschaft für Katholische Theologie (ESCT), Mitglied des Ehrenkomitees von Bibliothek Eschaton Library (Biblioteka “Eschatonu” – Seria Naukowa). Er arbeitet zusammen mit dem Institut Papst Benedikt XVI. in Regensburg und ist seit 2009 Teil des Lehrstuhls für Ökumene der Theologischen Fakultät der Universität Navarra. Seit 2012 ist es Teil der Redaktionskommission von Opera Omnia für das Gesamtwerk von Joseph Ratzinger in spanischer Sprache an der Bibliothek christlicher Autoren und seit 2015 der Forschungsgutachtergruppe der Päpstlichen Katholische Universität von Peru. Seit 2021 ist er Berater des Bischöflichen Unterausschusses für interreligiöse Beziehungen und religiösen Dialog. Zudem arbeitet er mit zahlreichen akademischen Einrichtungen in Spanien und Lateinamerika sowie mit verschiedenen Verlagen und theologischen und pastoralen Fachzeitschriften zusammen. Er ist Autor zahlreicher Studien und Bände über das Leben, Denken und Werk von Joseph Ratzinger-Benedikt XVI.
2023 erhielt Blanco Sarto den Joseph-Ratzinger-Preis.

## Schriften (Auswahl)
- La lectura del arte: Estética y hermenéutica en Luigi Pareyson (1918–1991), Universidad de Navarra 2016, ISBN 978-8480814881 (Diss.)
- Joseph Ratzinger : razón y cristianismo, Ediciones Rialp 2005, ISBN 978-8432135590 (Diss.)
- Vaticano II, Ediciones Universidad de Navarra 2016, ISBN 978-8431331054
- mit Joaquín Ferrer Arellano: Lutero 500 años después. breve historia y teología del protestantismo, Ediciones Rialp 2016, ISBN 978-8432147517
- Benedicto XVI: El Papa alemán, Editorial Planeta 2010, ISBN 978-8408096191
- a teología de Joseph Ratzinger : una introducción, Ediciones Palabra 2011, ISBN 978-8498405231
- Lutherisch-katholischer Dialog: Rechtfertigung, Amt und Eucharistie, Verlag Unser Wissen 2020, ISBN 978-6200971661
- Benedicto XVI: La biografía, San Pablo 2023, ISBN 978-8428568562
- (Hrsg.) Razón, islam y cristianismo: Los discursos de Ratisbona y La Sapienza, Ediciones Rialp 2023, ISBN 978-8432165214